# Stefano Pontecorvo
Stefano Pontecorvo (Bangkok, 17 febbraio 1957) è un diplomatico e dirigente d'azienda italiano.
È stato consigliere diplomatico del Ministro della difesa tra il 2013 e il 2015.
Dal 2015 al 2020 ha ricoperto l'incarico di ambasciatore d'Italia in Pakistan col rango di ministro plenipotenziario.  
Dal 2020 è NATO senior civilian representative in Afghanistan. 
In seguito alla nomina da parte del governo Meloni, dal 12 aprile 2023 è presidente del consiglio d'amministrazione di Leonardo S.p.A.. Nel 2023 ha ricevuto alla Camera dei deputati il Premio America della Fondazione Italia USA.
Il 26 aprile 2024 ha suscitato polemiche la sua partecipazione alla convention di Fratelli d'Italia a Pescara, durante la quale si è fatto fotografare con la maglietta con lo slogan delle elezioni europee del partito di Giorgia Meloni.